# گویانگ

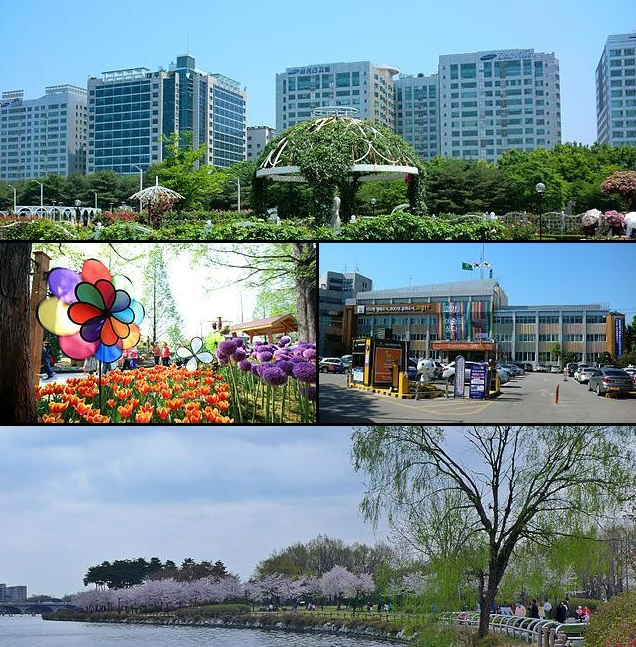
شهر گویانگ با جمعیت ۸۶۶٫۸۴۶ نفر در ایالت گیونگی-دو در کشور کره‌جنوبی

شهر گویانگ (به کره‌ای: 고양) (به انگلیسی: Goyang) با جمعیت  ۸۶۶٫۸۴۶  نفر در ایالت  گیونگی-دو در کشور کره‌جنوبی واقع شده‌است.